# Michael Pössinger
Michael Pössinger (Ettal, 18 gennaio 1919 – Ettal, 23 maggio 2003) è stato un bobbista tedesco.

## Biografia
Combatté nella seconda guerra mondiale. Viene ricordato come vincitore di una medaglia d'oro nel non a quattro, vittoria ottenuta ai campionati mondiali del 1951 (edizione tenutasi a l'Alpe d'Huez, Francia) insieme ai suoi connazionali Anderl Ostler, Xavier Leitl e Lorenz Nieberl
Inoltre vinse una medaglia d'argento nel bob a quattro nel 1954 e una di bronzo nel 1953 nella stessa disciplina.